# سیارک ۱۳۰۸۷
سیارک ۱۳۰۸۷ (به انگلیسی: 13087 Chastellux، نامگذاری:1992OV6) سیزده هزار و هشتاد و هفتمین سیارک کشف شده‌است که در ۳۰ ژوئیه ۱۹۹۲ کشف شد.
قدر مطلق سیارک برابر ۳۲.۳ است.